# 신상규 (1961년)
신상규(申相圭, 1961년 10월 15일 ~ )은 대한민국의 제8대 경상북도 울진군의원이다.

## 학력
- 후포국민학교 졸업
- 후포중학교 졸업
- 후포고등학교 졸업
- 위덕대학교 레저스포츠 전공학과 졸업

## 경력
- 제18대 대통령 선거 새누리당 경상북도 선거대책위원회 후포면 선대위원
- 울진군 이장연합회 회장
- 울진금강송 세계유산등록추진위원회 대외협력분과위원회 위원장
- 경상북도 요트협회 이사
- 울진군 수렵협회 회장
- 후포면 조기축구 회장
- 후포면 테니스클럽 회장
- 울진군 보디빌딩협회 부회장
- 울진국 축구협회·연합회 부회장
- 후포농업협동조합 대의원
- 후포중학교 총동문회 운영위원
- 후포고등학교 총동문회 운영위원
- 삼율1리 이장
- 삼율1리 영농회장
- 남울진농협 대의원
- 후포면 이장협의회 회장
- 후포면 발전협의회 부회장
- 큰골식당 대표
- 2020.04 ~ 2022.06 제8대 경상북도 울진군의회 의원
- 2020.06 ~ 2020.06 제8대 경상북도 울진군의회 행정사무감사특별위원회 위원
- 제8대 경상북도 울진군의회 예산결산특별위원회 위원
- 제8대 경상북도 울진군의회 행정사무감사특별위원회 위원
- 제8대 경상북도 울진군의회 울진군 원전관련 특별위원회 위원

## 수상
- 2018 한국을 빛낸 사람들 대상
- 경상북도지사 표창
- 울진군수 표창
- 울진경찰서장 감사장

## 역대 선거 결과
|  | 14.16% |

|  | 21.96% |

|  | 33.41% |